# Nikon D90
Nikon D90 är en digital systemkamera och en uppföljare till Nikon D80. Den största skillnaden är att D90 kan spela in video i HD-upplösning (1280×720), dock inte med autofokus under inspelning. Upplösningen har utökats från 10,2 till 12,3 megapixlar. Sensorn är nu av typen CMOS istället för CCD, vilket ger mindre brus förutom utökat dynamiskt omfång.
LCD skärmen har vuxit till 3 tum och har 920 000 bildpunkter (VGA-upplösning). Seriebildtagningen har utökats från 3 till 4,5 bilder per sekund. D90 har också utrustats med vad Nikon kallar Active D-Lightning, vilket förbättrar återgivningen i de ljusaste och mörkaste delarna av bilden. Kameran har försetts med "Live View". Nikon D90 är också försedd med dammborttagning.
Nikon D90 har ärvt många funktioner som de dyrare modellerna har, såsom autofokusmotor i kamerahuset som medför att autofokus hos äldre objektiv (utan AF-S) fungerar.[källa behövs] Det går även att fjärrstyra blixtarna SB-600, SB-800 och SB-900 med hjälp av den inbyggda blixten.
Den 15 september 2010 släpptes vad som kallas uppföljaren till Nikon D90, nämligen Nikon D7000.